# Maria Wilhelmina von Neipperg

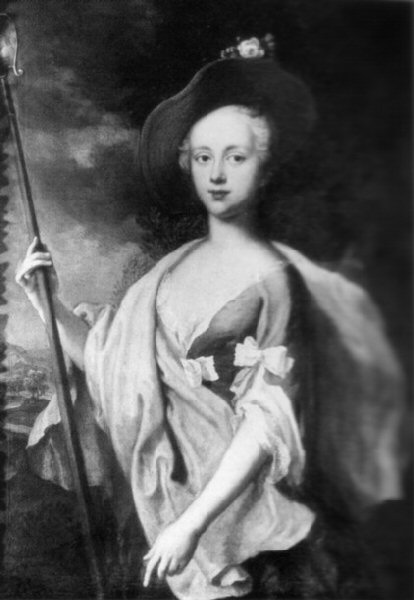
Maria Wilhelmina von Auersperg

Contesa Maria Wilhelmina von Neipperg (mai târziu Prințesă de Auersperg) (30 aprilie 1738 - 21 octombrie 1775) a fost metresa lui Francisc I, Împărat al Sfântului Imperiu Roman.
A fost fiica contelui Wilhelm Reinhard von Neipperg și a contesei Maria Franziska Theresia von Khevenhüller-Frankenburg. Tatăl ei a fost profesorul și prietenul împăratului Francisc I. Și-a făcut apariția la curtea imperială în 1755. Curând împăratul s-a îndrăgostit nebunește de contesă. Soția lui, Maria Terezia a Austriei, îi născuse 16 copii iar el își pierduse interesul față de ea.
În aprilie 1756, Maria Wilhelmina s-a căsătorit cu Johann Adam Joseph, Prinț de Auersperg, însă a rămas în legătură cu împăratul până la moartea acestuia, în 1765. Prințul și Prințesa de Auersperg nu au avut copii. Poetul german Joachim Wilhelm von Brawe i-a dedicat o tragedie.